# Mesothriscus kauaiensis
Mesothriscus kauaiensis är en skalbaggsart som beskrevs av Sharp 1903. Mesothriscus kauaiensis ingår i släktet Mesothriscus och familjen jordlöpare. Inga underarter finns listade i Catalogue of Life.